# Різа Фазил
Різа Фазил (крим. Riza Fazıl, Риза Фазыл; 30 травня 1928, Барин, Карасубазарський район — 26 листопада 2016) — кримськотатарський письменник та журналіст. Голова спілки кримськотатарських письменників (2008—2016).

## Життєпис
Народився 30 травня 1928 року в селі Барин Карасубазарського району. У 1944 року разом з частиною депортованого з Криму кримських татар був депортований до Макаревського району Костромської області Росії. Після школи він закінчив Костромський торговий технікум, а 1959 року — економічний факультет Самаркандського торгового інституту.
У 1965—1980 рр. — працював перекладачем у першій виданій кримськотатарською мовою у Ташкенті газеті «Ленін байраг'и» («Ленінський прапор»), начальником відділу.
У 1980—1994 рр. — завідувач відділу поезії у видавництві журналу «Йилдиз» («Зірка»), і відповідальним секретарем.
У 2008 році очолив Спілки кримськотатарських письменників.

## Творчість
Свої перші вірші видає у газеті «Ленін байраги» (крим. Ленин байрагъы — Ленінське знамено), у 1970 році виходить його перша збірка віршів під назвою «Наврез». Згодом виходить його збірник прислів'їв і приказок кримськотатарською мовою «Де єдність — там життя» (крим. Къайда бирлик — анда тирилик), збірник нарисів «Коли матері були молодими» (Аналар яш экенде), «Вірність» (Садыкълыкъ). Ним були підготовлені підручники з кримськотатарської літератури «Рідна література» (Тувгъан эдебият), двотомник вибраних творів Ашика Умера. Також добре відома видана спільно з Сафтером Нагаєвим книжка «Погляд на історію кримськотатарської літератури» (Къырымтатар эдебияты тарихына бир назар).
Повернувшись до Криму, Різа Фазил спільно з імамом Абдульваітом Сахтара переклав кримськотатарською мовою «Запрошуємо до молитви!» (Буюрынъыз дуагъа!) і Коран.